# Las Tablas de Daimiel nationalpark
Las Tablas de Daimiel nationalpark är en nationalpark i Spanien.   Den ligger i provinsen Provincia de Ciudad Real och regionen Kastilien-La Mancha, i den centrala delen av landet, 140 km söder om huvudstaden Madrid. Las Tablas de Daimiel nationalpark ligger 635 meter över havet.